# 德蘇貿易協定 (1940年)
《德蘇貿易協定》，為蘇聯與德意志國，於1940年2月11日在莫斯科簽署的經濟協定。继1939年8月19日簽署的德蘇貿易協定之后，蘇聯同意在1940年2月11日至1941年間，再給予價值約4.2到4.3億德國馬克的物資（如石油、原材料及穀物）。
隨後蘇聯就「德國購買第三國的商品經蘇聯境內過境」一事在1941年1月10日與德國簽署《德蘇邊境及貿易協定》，解決了其他相關的過境問題。1941年6月，德國撕毀《蘇德互不侵犯條約》展開巴巴羅薩行動，入侵蘇聯，至此兩國之間所有的經濟協定均終止。
1940年1月至德國入侵蘇聯期間，蘇聯向德國出口的貨物估計價值5.979億德國馬克。德國的交付量達4.371億德國馬克。該協議延續了德蘇的經濟關係，並向德國提供了大量的原材料，其中包括超過82萬公噸的石油、150萬公噸的穀物及13萬公噸的錳礦石。（pp. 367–369）
德國透過該協議，獲得蘇聯大量的原材料，以支持德國於1941年發起的巴巴羅薩行動，若蘇聯當時未簽訂協議，則德國自身的橡膠及糧食儲備將無法應對德蘇戰爭。（pp. 202）

## 協定背景

### 戰間期
苏联和德国的贸易关系以1925年10月12日签订的《德苏经济协定》为合同基础。除了正常的商品交换之外，德国从一开始就利用苏联贸易代表团在柏林谈判的制度，向苏联提供信贷，用于资助在德国的追加订单，苏联贸易代表团必须为此开出以德國馬克支付的汇票。
最初的信贷业务促进了苏德的贸易，并在1931年达到顶峰。然而，在20世纪30年代早期，蘇聯斯大林政权上台、德国开始不再遵守《凡尔赛条约》中的军事限制，这一系列变化使得德国自苏联的进口额下降，减少了德国对苏联进口的依赖。（pp. 14） 此外，希特勒和纳粹党的崛起加剧了德国和苏联之间的紧张局势。 
1930年代中期，苏联多次欲重新与德国建立更密切的联系。（pp. 17–18）其想用原材料偿还债务，而德国则希望重新武装軍事力量，两国在 1935年签署了一项信贷协议。“第四信用业务，1935年的特别交易”。其使苏联到1937年6月30日可以使用2亿德國馬克的信贷，并可以在1940年至1943年期间偿还。苏联使用了其中的1.83亿德國馬克的信贷。蘇聯先前的債務已经结清，除了500万的德國馬克，将在1938年偿还。（pp. 23–24）
由于德国在西班牙内战中支持法西斯主义分子領導的西班牙國，而导致紧张局势进一步加剧，苏联则支持部分由社会主义领导的西班牙共和国政府。 
1938年3月德奧合併带来的紧张态势，以及希特勒越来越不愿意与苏联打交道，进一步阻碍了雙方的经济和解。（pp. 29–30）1937年苏联对德国的出口降至4740万德國馬克（约为 1934 年总数的五分之一），1938年則回升为5280万德國馬克。  （pp. 212） 自希特勒上台后，原本蘇聯與德國之间重要贸易关系基本上崩溃了。  （pp. 43）

### 資源缺乏
由於德國缺乏自然資源，1939年5月德國擔憂與瑞典貿易的停止會減少關鍵的鐵礦供應。此外，如果蘇聯供應被切斷，德國估計他們需要尋找能每年提供約15萬公噸锰和180万公吨石油的供應國。由於英國和荷蘭拒絕與德國進行貿易，德國已經面臨嚴重的橡膠短缺。5月8日，德國公佈了新的資源整合數據，估計其擁有的石油庫存僅能使用3個月左右。（pp. 44）
8月，當德國計劃入侵波蘭並為最終與法國交戰做準備時，德國估計在英國預測的海上封鎖情況下，若蘇聯轉為敵對狀態，德國將無法達到總動員的資源方面，其所要求的900萬公噸石油和24萬公噸的錳。當時，德國僅只有兩到三個月的橡膠庫存和三到六個月的石油庫存。由於預期的海上封鎖，蘇聯將成為許多重要物資的唯一潛在供應商。（pp. 54）

### 德蘇談判前事件
1939年中期，蘇聯與法國和英國的代表特遣隊討論了簽署政治和軍事協定的問題，同時也討論了與德國達成的潛在協議。 （pp. 515–540）
8月初，德國和蘇聯敲定了貿易協定的內容，但蘇聯推遲執行該協定，直到與德國政治層面的協定敲定。8月19日，德國和蘇聯正式簽署了貿易協定，其規定德國要以部分軍用及民用設備，與換取蘇聯原材料。據協議規定，德國將在七年內接下約2億德國馬克的訂單，其利率定為4.5%，並在當前貿易出口6000萬德國馬克的物資，根據早期的德蘇協議，1.8億德國馬克用於新的貿易事項，另外使用200至300億德國馬克償還新舊信貸。此信貸金額於未來兩年內，將使用在德國購買相關貨物（工廠設備、裝置、機械和工具、船舶、車輛和其他運輸工具），並應從1946年起支付透過蘇聯進行物資運輸的費用。（pp. 56）（pp. 668–669）（pp. 57）（pp. 99–100）

## 協定內容
1940年2月11日，德國和蘇聯簽署了《德蘇貿易協定》，根據條約，蘇聯將向德國提供價值6.5億德國馬克的原材料，以換取價值6.5億德國馬克的機械設備、製造業產品及重要技術。（pp. 103–105） 該協定協助德國突破了英國的貿易封鎖。（pp. 668–669）協定中規定的主要原材料包括100萬公噸的穀物、90萬公噸的石油和超過50萬公噸的各種金屬礦石（主要為鐵礦石），以換取合成材料、工廠、船舶、炮塔和機床以及煤炭。（pp. 105）（pp. 103–105）協定第一條規定，蘇聯必須在18個月內交付貨物，而德國則必須在27個月內交付完成。（pp. 103–105）協定還包含一份「秘密議定書」，其內容規定蘇聯將代表德國從第三國採購「金屬材料」和其他商品。（pp. 237）

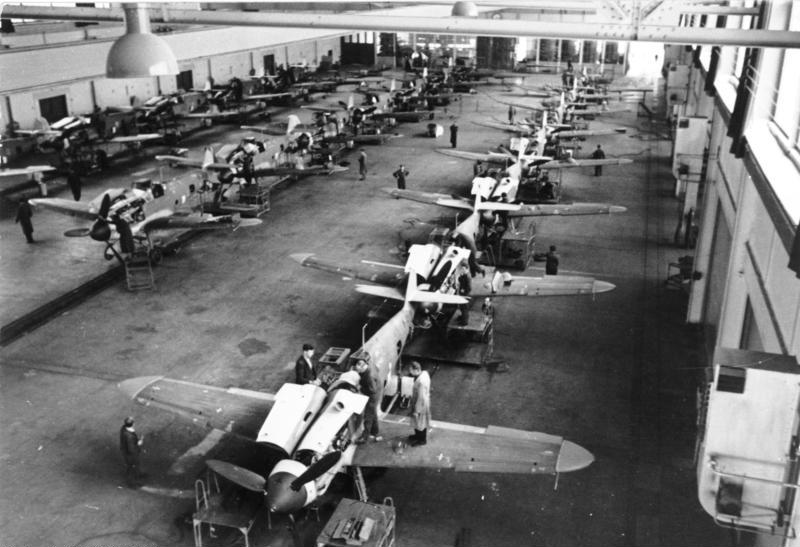
在工廠生產的BF 109，攝於1943年

蘇聯貨物通過布列斯特 和蘇聯佔領的波蘭領土運往德國，並在那裡轉移到歐洲軌距軌道上。（pp. 668–669）此外蘇聯允許德國可以通過其控制的鐵路線往返羅馬尼亞、伊朗、阿富汗和其他東部國家，同時將前往日本傀儡國滿洲國的貨運費率降低百分之五十。 該協定中還規定了蘇聯向德國提供大量原材料（包括糧食、石油和金屬）的運輸時間範圍。（pp. 47）
蘇聯透過物物交換得到了德國未建造完成的「希佩爾海軍上將級重巡洋艦」和「俾斯麥號戰艦」的藍圖，以及德國海軍相關試驗的資料。除此之外還獲得用於建造大型驅逐艦用的機械組件跟些許海軍火炮。空軍方面獲得30種最新型德國戰機的樣品，其中包括Bf 109和Bf 110戰鬥機以及Ju 88和Do 215轟炸機，為蘇聯提供了對德國航空技術的深入了解。蘇聯也收到了石油及電力設備、機車、渦輪機、發電機、柴油機、船舶、機床以及德國火砲、坦克的樣品，爆炸物、化學武器裝備和其他物品。（pp. 668–669）（pp. 105）（pp. 46）（pp. 668–669）

## 貿易總額
在1940年協議的第一階段（1940年2月11日至1941年）和第二階段（1941年2月11日至協定因雙方開戰失效）期間，德國獲得了大量的原料資源，包括以下：（pp. 47）（pp. 195–199）
- 穀物：超過1,600萬公噸
- 石油：超過900萬公噸
- 棉花：超過200萬公噸
- 錳礦石：超過140萬公噸
- 磷酸鹽：超過200萬公噸
- 鉻礦石：超過20萬公噸
- 橡膠：超過18萬公噸
- 大豆：超過10萬公噸
- 鐵礦石：超過50萬公噸
- 廢金屬和生鐵：超過30萬公噸
- 鉑：超過20萬公斤

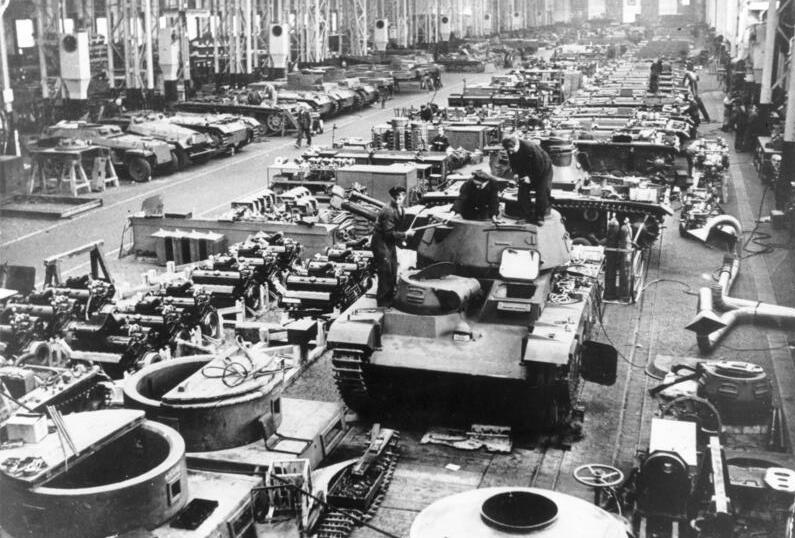
德國工廠生產NbFz重型坦克，於1940年拍攝

德國文件顯示，1940年蘇聯每個月運輸約15萬公噸的石油，其時間長達五個月，以900輛德國專用油罐車進行運送。（pp. 48）

## 撕毀《蘇德互不侵犯條約》
1941年6月22日，德國突然發動「巴巴羅薩行動」，以閃電戰入侵蘇聯，侵犯了兩國先前所劃分的領土（pp. 82）儘管對蘇聯的擔憂促使德國在1939年與之簽訂《德蘇互不侵犯條約》，但德國成功對蘇聯進行了毀滅性的攻擊，這在大範圍上歸因於蘇聯在1939年至1941年間對德國實施的經濟援助。（pp. 181）若無蘇聯的援助，德國多種戰爭資源的庫存將在1941年10月，也就是入侵僅三個半月後耗盡。（pp. 202–205） 若蘇聯無出口橡膠及穀物，德國在入侵的第一天內用盡橡膠和穀物的庫存：（pp. 202–205）
|                         | 蘇聯進口總額 | 1941年6月德國採購量 | 1941年6月（不含蘇聯進口） | 1941年10月德國採購量 | 1941年10月（不含蘇聯進口） |
| ----------------------- | ------------ | ------------------- | ------------------------- | -------------------- | -------------------------- |
| 石油                    | 827          | 1,220               | 397                       | 821                  | −6.4                       |
| 橡膠                    | 17.1         | 12.5                | −4.4                      | 11.0                 | −6.1                       |
| 錳                      | 171.9        | 186                 | 14.1                      | 150                  | −17.7                      |
| 糧食儲備                | 1,485.2      | 1,253               | −232.3                    | 690                  | −794.8                     |
| *德國庫存以千公噸為單位 |              |                     |                           |                      |                            |
沒有蘇聯對德國提供這四種主要資源，德國將幾乎無法發動對蘇聯的進攻，即使進行更嚴格的配給也是如此。（pp. 182）

## 外部連結
- 1940 年 2 月 26 日，德國外交部商業政策司東歐和波羅的海處處長卡爾‧施努爾 （Karl Schnurre） （页面存档备份，存于） 博士發表《德蘇貿易協定備忘錄 （页面存档备份，存于）》